# 人和駅 (広州市)
人和駅（じんわえき）は、中華人民共和国広東省広州市白雲区人和大馬路に位置する広州地下鉄3号線の駅。将来的には22号線（芳白都市間鉄道）も当駅に乗り入れる計画である。

## 歴史
- 2010年10月30日：3号線の駅として開業[2]。

## 駅構造
島式ホーム1面2線を有する地下駅。

### のりば
| 番線 | 路線    | 行先               |
| ---- | ------- | ------------------ |
| 1    | ■ 3号線 | 体育西路・海傍方面 |
| 2    | ■ 3号線 | 機場北方面         |

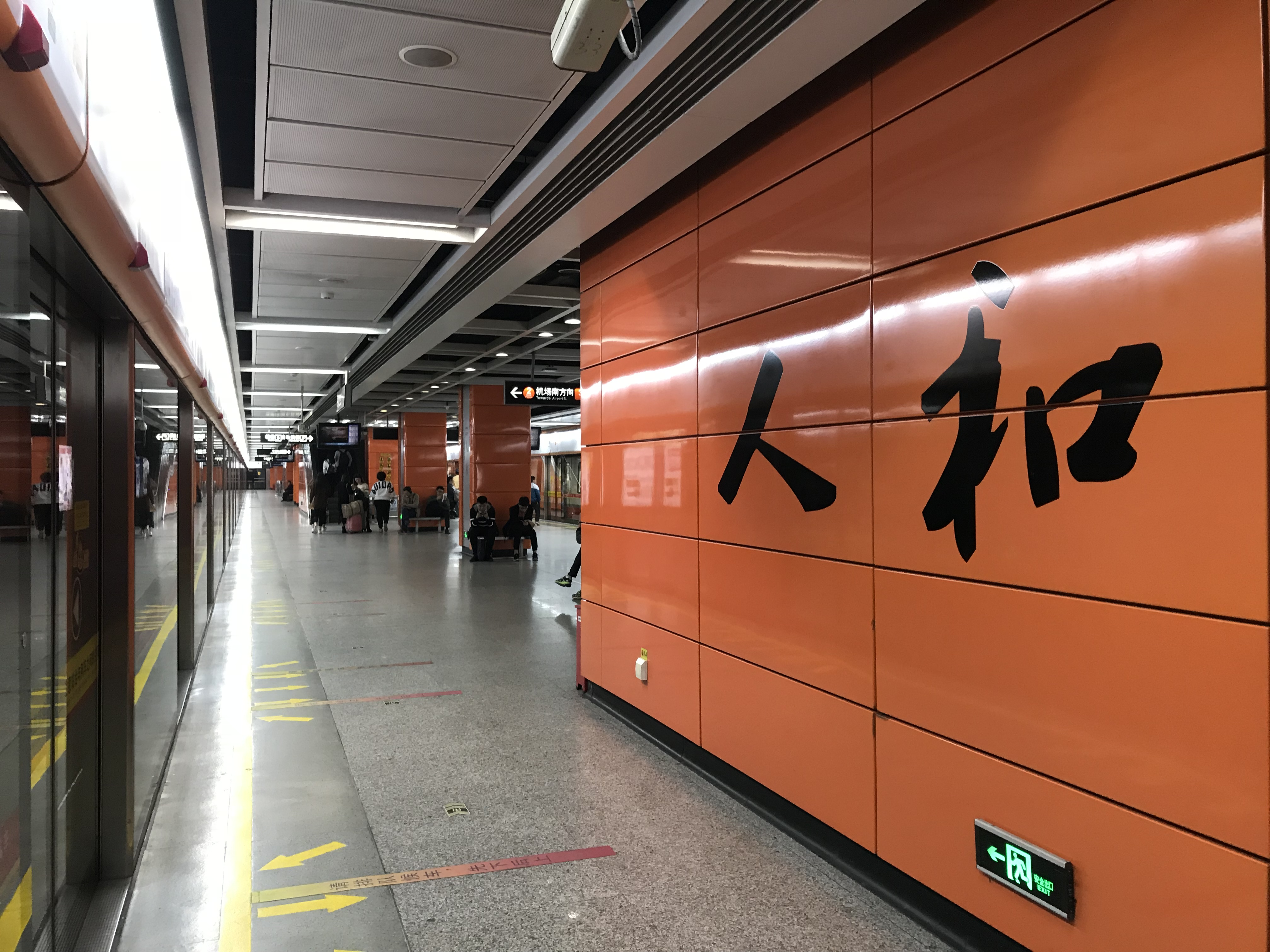
ホーム（2018年1月）
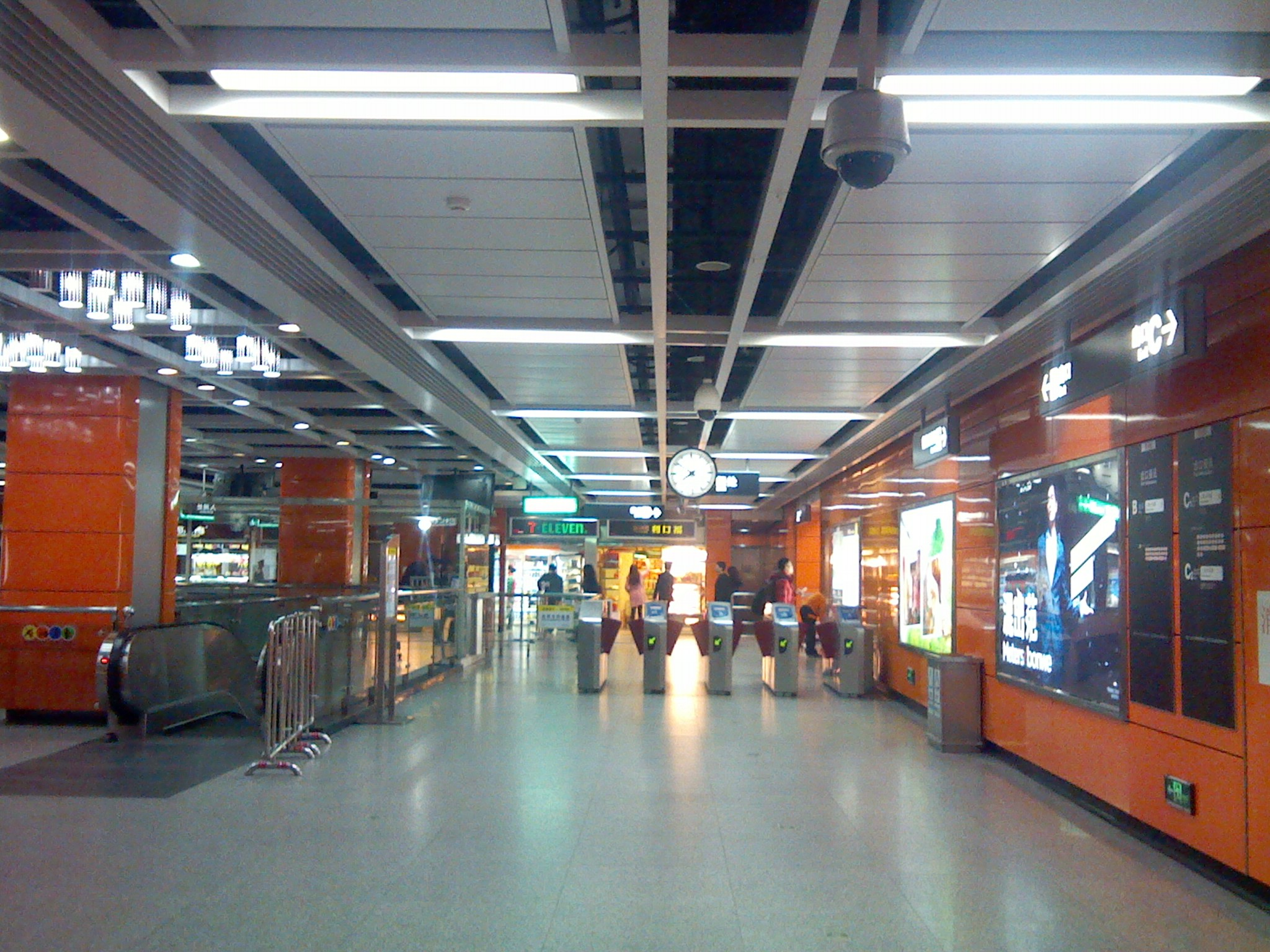
コンコース

## 駅周辺
- 穂和城

## 隣の駅
広州地下鉄
■ 3号線
竜帰駅 326 - 人和駅 327 - 高増駅 328
■ 22号線（建設中）
方石駅 - 人和駅 - 機場東駅